# Kenosha
Kenosha es una ciudad ubicada en el condado de Kenosha en el estado estadounidense de Wisconsin. En el Censo de 2010 tenía una población de 99 218 habitantes y una densidad poblacional de 1417,25 personas por km². Se encuentra en el extremo sureste del estado, a la orilla del lago Míchigan y junto a la frontera con Illinois. Es la ciudad natal del actor y director de cine Orson Welles (1915-1985).

## Geografía
Kenosha se encuentra ubicada en las coordenadas 42°35′5″N 87°52′25″O / 42.58472, -87.87361. Según la Oficina del Censo de los Estados Unidos, Kenosha tiene una superficie total de 70.01 km², de la cual 69.75 km² corresponden a tierra firme y (0.37%) 0.26 km² es agua.

## Demografía
Según el censo de 2010, había 99.218 personas residiendo en Kenosha. La densidad de población era de 1.417,25 hab./km². De los 99.218 habitantes, Kenosha estaba compuesto por el 77.12% blancos, el 9.95% eran afroamericanos, el 0.58% eran amerindios, el 1.68% eran asiáticos, el 0.06% eran isleños del Pacífico, el 6.81% eran de otras razas y el 3.78% pertenecían a dos o más razas. Del total de la población el 16.26% eran hispanos o latinos de cualquier raza.

## Black Lives Matter
Las protestas desatadas en Kenosha durante el 2020 hicieron que la violencia escalara e hizo que el presidente de Estados Unidos, Donald Trump enviara a la guardia nacional con la intención de "restaurar el orden en esa ciudad". En el 28 de agosto de 2020, un policía de Kenosha le dio 7 disparos al afroamericano Jacob Blake, lo que intensificó las protestas contra la violencia policial y el racismo en Estados Unidos. El 2 de septiembre de ese mismo año, el presidente de Estados Unidos, Donald Trump, visitó Kenosha para conseguir el apoyo de sus seguidores del ala republicana de Wisconsin en un momento en que se desarrollaban las campañas electorales de Estados unidos. El presidente había sido advertido de no ir a Kenosha por las protestas y la posibilidad de que se intensificaran con su llegada a la ciudad.